# 손원화
손원화(孫元化, 1582-1632.9.7.)는 자는 초양(初陽) 혹은 화동(火東)으로, 천주교도였으며 세례명은 이그나티우스(Ignatius, 한자명 依納爵)였다. 남직례성(南直隷省) 송강부(松江府) 가정현(嘉定縣) 고교(高橋) 하가농(何家弄, 오늘날 상해시上海市 포동신구浦東新區 고교진高橋鎭) 출신이다. 명(明)의 관원, 수학자, 화기 전문가로서, 서광계(徐光啓)의 학생이기도 했다. 저서로는  『태서산요(太西算要)』, 『기하체론(幾何體論)』, 『기하용법(幾何用法)』, 『서법신기(西法神機)』 등이 있다.

## 생애
명 만력(萬曆) 40년(1612) 순천부(順川府, 북경 상위 행정관할) 향시(鄕試) 거인(擧人)에 함격하였다. 서광계를 따라 대포와 수학을 배웠다. 이후에 후진양(侯震暘)의 추천에 따라 요동(遼東)에 종군하였다. 천계(天啓) 2년(1622) 9월, 병부사무(兵部司務)가 되었고, 요동경략(遼東經略) 손승종(孫承宗)에 협력하여 성을 쌓았다. 원숭환(袁崇煥)과 협동으로 영원성(寧遠城)을 지키면서 원숭환 등에게 큰 도움을 주었으며, 원숭환은 '지식과 지혜 모두 겸비하였다(識慧兩精)'고 칭찬하였다. 천계 6년(1626), 누르하치(奴爾哈赤)가 군대 10만여 명을 이끌고 영원성을 공격하자 명군은 홍이포(紅夷炮) 11문을 성에 배치하고 위협하였다. 전하는 말에 의하면 누르하치는 중상을 입어 얼마 후 사망하였다고 한다. 이 전투를 영원대첩(寧遠大捷)이라 한다. 숭정(崇禎) 3년(1630) 정월, 손원화는 손승종을 따라 산해관(山海關)을 지켰다. 3월 산동안찰부사(山東按察副使)가 되었고, 5월에는 병부상서(兵部尙書) 양정동(梁廷棟)이 파격적으로 손원화를 추천하여 등래순무(登萊巡撫)로 승진시켰다. 이후에 원숭환은 모문룡(毛文龍)을 죽였고 피도에서 군사 반란이 일어나려 하자, 등래순무 손원화는 피도 장수 공유덕(孔有德), 경중명(耿仲明), 이구성(李九成) 등을 받아들였다. 공유덕은 기병참장(騎兵參將)에 임명되었고 경중명은 등주(登州) 요새로 갔다.
숭정 4년(1631) 8월, 홍타이지(皇太極)가 후금(後金) 군대를 이끌고 대릉하(大凌河, 오늘날 요녕성 금현錦縣)를 공격하였다. 성을 지키던 조대수(祖大壽)는 포위를 당하였고 군량도 지원도 끊겼다. 손원화는 급히 공유덕에게 기병 800기를 이끌고 구원하라고 하였으나, 등주요동병과 산동병이 사이가 좋지 않았고, 공유덕이 오교(吳橋, 오늘날 하북성河北省 창주시滄州市 오교현吳橋縣, 명대에는 산동)에 이르러 호우와 봄눈을 맞이하였고 군량도 부족해 지면서 병사들이 약탈과 무력 시위를 보였다. 공유덕은 모문룡의 부하였던 이구성의 아들 이응원(李應元)의 선동에 호응하여 오교에서 반란을 일으켰다. 이를 오교병변(吳橋兵變)이라 한다. 후에 공유덕은 산동반도로 향하여 잇달아 임읍(臨邑), 능현(陵縣), 상하(商河), 청성(靑城) 등을 차례로 함락시켰으며, 병력을 이끌고 등주로 곧장 진격하였다. 손원화는 급히 장도에게 명하여 요동 병사를 이끌고 등주성 밖을 지키도록 하였고, 총병관(總兵官) 장가대(張可大)를 파견하여 항전하게 하여 두 군대가 합류하도록 하였다. 그러나 장도 부대는 공유덕이 거느렸던 부대였기에 장도의 병사들은 공유덕의 행렬에 투항하였으며, 장가대의 부대는 대패하였다. 공유덕과 친분이 있었던 등주 중군(中軍) 경중명과 진광복(陳光福) 등은 곧바로 문을 열어주었다. 숭정 5년(1632) 정월, 등주는 함락되었고 장가대는 자살하였으며 손원화도 자살을 시도했지만 미수에 그쳤다. 그러나 반란군에게 타협하지 않았고, 공유덕은 옛정을 생각하여 손원화를 석방하였다.
병란 발생 후에 조정에서는 손원화가 반란을 일으켰다고 말하는 사람이 많았다. 3월, 손원화와 여대성(余大成) 등은 북경(北京) 금의위(錦衣衛) 진무사(鎭撫司)에 붙잡혔고, 정적 여응계(余應桂), 이몽진(李夢辰), 노진비(路振飛) 등에게 모함당하여 옥중에서 엄형과 고문을 당하였다. 수보(首輔) 주연유(周延儒)가 손원화에게 처벌을 중지하게 하고자 서광계에게 구원을 요청하였지만 끝내 만회하지 못하였다. 결국 여대성, 송광란(宋光蘭), 왕징(王徵) 등은 발배(發配) 충군(充軍)되었다. 손원화, 장도(張燾)는 숭정 5년 7월 23일(1632.9.7.) 함께 처형되었다. 탕약망(湯若望)은 손원화 사망 전에 숯을 보내는 장인으로 변장하고 감옥에 들어가 탐망하였고 손원화에게 최후의 고해를 하였다. 손원화의 죽음은 서방 군사 전문가 집단이 명의 군대에서 사라진 것을 의미한다.

## 같이 보기
- 등래순무
- 서광계
- 오교병변

## 참고문헌
1. ↑  “《嘉定县志》>>卷三十五 传略>>本籍>>孙元化” (중국어 (중국)). 上海人民出版社. 1992年12月. 2016년 4월 26일에 원본 문서에서 보존된 문서. 2019년 4월 15일에 확인함.
2. ↑  건륭(乾隆)『가정현지(嘉定縣志)』, "天資異敏, 好奇略, 師事上海徐光啓, 受西學, 精火器."
3. ↑  孫和鼎：〈都閫潘于王暨元配兩沈碩人合葬墓碣銘〉